# Marshall Rogers
Marshall Rogers (22 de Janeiro de 1950 - 25 de Março de 2007) foi um desenhista de banda desenhada norte-americano. Trabalhou para a Marvel e a DC Comics desde a década de 1970. Juntamente com Bob Kane, Jerry Robinson, Sheldon Moldoff, Dick Sprang, Carmine Infantino, Neal Adams, Jim Aparo, Frank Miller e Norm Breyfogle, Rogers foi um dos ilustradores chave do personagem Batman. Adicionalmente, ele também ilustrou uma das primeiras graphic novels, Detectives Inc.

## Carreira
Um arquitecto pelo treino, o seu trabalho caracterizava-se pela descrição dos personagens com preferência pelas porporções relativamente humanas em vez de musculaturas exageradas, e pelos detalhes dos edifícios e das estruturas.
Alguns dos seus primeiros comics apareceram na revista a preto e branco The Deadly Hands of Kung Fu, onde ele trabalhou com o escritor Chris Claremont numa história do Punho de Ferro apoiando os personagens de Misty Knight e Colleen Wing como "As filhas do Dragão"; foi um dos mais distintos usos do preto e branco a aparecer em qualquer uma das revistas da Marvel desse período, evitando as sombrias camadas de cinzento que eram usadas noutras faixas a favor de um forte contraste no preto e branco.
O trabalho de Rogers com o escritor Steve Englehart no Detective Comics #471 a #476 é considerado uma interpretação definitiva do humor negro de Batman, embora as suas versões tendam a ser mais cerebrais e menos coléricas que as dos seus contemporâneos. Eles fizeram recentemente uma sequela com a mini-série chamada Batman: Dark Detective, e trabalharam juntos noutras séries, tais como "The Silver Surfer" (Surfista Prateado). Também na década de 1980 trabalhou na série Doutor Estranho.
Rogers também fez trabaho independente na Eclipse Comics e outras. Estes trabalhos incluem as primeiras séries Coyote com Englehart, e o seu próprio Capt. Quick and the Foozle.
No início da década de 1990 deixou o mundo da banda desenhada para se dedicar à indústria dos videojogos, onde passou a maior parte da década.
A sua primeira corrida do Batman foi recolhida numa brochura comercial: Batman: Strange Apparitions (ISBN 1-56389-500-5). "Dark Detective" também foi recentemente reimpresso em TPB: Batman: Dark Detective (ISBN 1-4012-0898-3).
Nos últimos anos, fazia trabalhos esporádicos para a banda desenhada, sendo o mais proeminente as minisséries "Batman: Dark Detective", que ressuscitavam a parceria com Englehart 25 anos depois.
Rogers faleceu aos 57 anos de idade por provável ataque cardíaco.